# ツキサップじんぎすかんクラブ
ツキサップじんぎすかんクラブは、北海道札幌市豊平区月寒東に所在するジンギスカン店。
店名の「ツキサップ」とは、地名の「月寒（つきさむ）」の旧名。

## 概要
学校法人八紘学園の敷地（農場地）内にあり、生のマトン肉を使ったジンギスカン料理が食べられる。ここでは、羊肉を焼いた後にタレをつける「月寒（札幌）式」で食べることができる。なお、松尾ジンギスカンなどのように、タレに漬け込み焼く方法を「滝川式」とされる。

## 特徴

### 製品
羊肉の独特のにおいがある生のマトン肉を使用し、においの少ないラム肉は、扱っていない。これは、八紘学園創立者である栗林元二郎の意向であり、本来の月寒式ジンギスカンを食べさせたいという想いがある。

### 調理
現代のジンギスカン・焼肉店では一般的なガスコンロのガス火焼きでの調理ではなく、七輪を用いた炭火焼きで焼かれる。そのため、ジンギスカン鍋も独自の形状をしており、余分な油を落とすため、鍋にはスリット状の縦穴が開けられている。

### 店舗
食時の時間帯には、観光バスで訪れる観光客やタクシードライバーにも人気のスポットである。地元の客の利用も多く、北海道内のメディアにも多数紹介されるほど人気店で、風景を見ながら屋外（冬季、降雪期以外）でも食事が可能である。新たにテラス席が設けられ、春には桜、冬には雪景色も楽しめる。

## 歴史

### ルーツ
タレを後付けで食するジンギスカンのルーツは、旧満州国や樺太などで食されていた野戦料理である。八紘学園の創設者である栗林元二郎は、旧満州より北海道月寒地区に移住する際に、その料理を食していた鍋を持ち帰り、その鍋で羊肉を調理し、食べていた事が発祥とされる。
月寒地区では、明治39年（1906年）農商務省月寒種牛牧場（大正8年（1919年）羊専門の月寒種羊場と改称、現：農研機構・北海道農業研究センター）が設置されるなど、綿羊・牧畜業が盛んであった。第一次世界大戦後、綿羊の需要が減り、不況・食料難の時代に陥った。この不況時代の打開策として、飼育されていた綿羊を食肉用に転用し、これをジンギスカン料理（タレを後付にする方法）として振る舞い、好評となった。多くの反響を得たことにより、「成吉思汗倶楽部」が発足された。後に、この料理手法は、月寒（札幌）式ジンギスカンと呼ばれるようになり、現在でも北海道札幌圏以南・道南地方などで食される。
当時の食文化には、羊を食用肉として利用することがなく、主に綿羊（羊毛）として、利益優先の利用しか価値がなかったが、用途が、食用肉に変化することにより、食べる文化が確立された。

### 成吉思汗倶楽部
栗林元二郎は、月寒（札幌）式ジンギスカンの料理方法を広く普及させるため、当クラブの前身である非営利目的の会員制クラブ「成吉思汗倶楽部」を1953年5月30日に設立した。なお、当時の会員メンバーは、札幌市長や地権者・政財界の有力者など大物ぞろいであった。
クラブ会報誌「成吉思汗クラブ報 第1号」（1953年10月5日発行）を配布。会報誌には、食べ方などが紹介記事として掲載されており、羊肉をジンギスカン鍋で焼き、タレにつけ食べると記されてある。その後、会員制クラブは時代の流れと共に解散された。
現在は、八紘学園農場地に「ツキサップじんぎすかんクラブ」を設置し、現在も当時の味と伝統を守り、受け継がれている。

## 所在地
- 北海道札幌市豊平区月寒東3条11丁目2番5号

## アクセス
- 札幌市営地下鉄東豊線福住駅から徒歩20分
- 札幌市営地下鉄東西線南郷13丁目駅から徒歩20分
- 北海道中央バス月寒東4条16丁目停留所下車